# Вольт на метр
Вольт на метр — единица измерения напряжённости электрического поля. 1 В/м — напряженность такого электрического поля, в котором на заряд, равный 1 Кл, действует сила в 1 Н, поэтому 1 В/м = 1 Н/Кл. В СГСЭ равен  3,3·10-5 СГСЭ ед. напряженности. Напряженность однородного электрического поля прямо пропорциональна напряжению между пластинами конденсатора и обратно пропорциональна расстоянию между ними